# 邊境保安指揮部
邊境保安指揮部（英語：Border Security Command）是隸屬英國內政部的執法部門之一，負責維護英國邊境安全及打擊人口販運組織，旨在解決自2018年起在英倫海峽所出現的跨境偷渡問題。按照《邊境保安、庇護及移民法令草案》，該部必須協調移民執法局、國家打擊犯罪調查局、邊境事務處及軍情五處的調查、情報及執法工作，提升邊境保安的效率。
該部門於2024年7月7日新一屆工黨政府上台後成立，旨在兌現2024年大選中打擊偷渡客問題的承諾，取代上屆保守黨政府推行的盧旺達庇護計劃。

## 歷史
成立邊境保安指揮部的概念，最初由工黨黨魁施紀賢於2024年5月的一篇演講中提及。按照當時工黨的計畫，指揮部會負責協調不同執法機構以應對英倫海峽持續出現的偷渡危機，藉此解決人口販運及非法移民的問題。工黨將該指揮部視為應對當時保守黨政府的盧旺達庇護計劃，而提出的替代方案。
在2024年英國大選中，工黨將該「成立邊境保安指揮部」成為其主要執政承諾之一。按照該黨的政綱，指揮部將擁有反恐權力，以便起訴人口販運人士；由於工黨亦承諾終止盧旺達庇護計劃，原本預留予該計畫的£7500萬鎊開支將重新分配給邊境保安指揮部。工黨表示這將使其能夠「追捕、打亂及逮捕那些對這種卑劣交易的負責人」。
工黨於2024年大選勝出並籌組政府後，時任內政大臣顧綺慧於7月7日啟動成立邊境保安指揮部的籌備工作，包括重新審核盧旺達計劃的資金流向、招募新任邊境保安指揮官，並且開始草擬新的反恐法案，以應對非法移民問題。同時，內政部指派一個小組負責制定該指揮部的職權範圍、管治結構和策略方針。  

## 編制

### 邊境保安指揮官
邊境保安指揮官（英語：Border Security Commander）是指揮部的首長，由內政大臣委任。現任指揮官為馬丁·休伊特，自2024年9月15日就任。
歷任列表：
- 馬丁·休伊特（英语：Martin Hewitt (police officer)）（2024年-）